# Bruno Björn och Benny Burro
Bruno Björn och Benny Burro (orig. Barney Bear and Benny Burro) är en amerikansk tecknad serie. Figurerna skapades för animerade kortfilmer och de förekommer tillsammans i två av filmerna - det är dock i huvudsak i serierna de uppträder tillsammans.

## Filmerna
Figuren Bruno Björn skapades ursprungligen 1939 av animatören Rudolf Ising vid MGM Cartoon Studio. Han blev den första stjärnan skapad av studion, som sedan skulle komma att ge upphov även till Tom och Jerry och Droopy.
Den första filmen med Bruno var The Bear that Couldn't Sleep från juni 1939. I filmen introducerade MGM en björn, i de inledande texterna kallad Old Bruin, som med tiden kom att bli Barney Bear. Ising fortsatte att regissera Bruno-filmer tills han lämnade studion 1943, och därefter togs regin över av i tur och ordning George Gordon, Preston Blair & Michael Lah och Dick Lundy. Serien lades ner 1954, fyra år innan MGM avslutade sin egenproduktion av animerad film. Totalt kom filmserien att omfatta 26 filmer.
Benny Burro medverkade tillsammans med Barney i The Prospecting Bear (8 mars 1941), producerad och regisserad av Rudolf Ising. Varken björnen eller åsnan i filmen hade dock ännu något namn. Åsnan Benny medverkade bara i en enda film ensam utan Barney Bear, Little Gravel Voice från 1942, även den regisserad av Rudolf Ising. I filmen uppträder han dock helt utan namn. Den andra och sista MGM-filmen med Barney och Benny tillsammans var kortfilmen Half-Pint Palomino (1953).
Benny Burro gästspelar också i filmen Tom and Jerry’s Giant Adventure (2013).

### Urval av filmer
- The Rookie Bear (1941)
- Björnen på fisketur (Goggle Fishing Bear, 1949)
- Lilla Willie Vildkatt (Wee-Willie Wildcat, 1953)

## Den tecknade serien
1942 fick det amerikanska serieförlaget Dell licens att producera tecknade serier baserade på MGM Cartoons filmserier. Dessa serier producerades ursprungligen i magasinet Our Gang, där titelserien var baserad på en serie kortfilmer som på svenska fått namnet Vårat gäng.
Redan från det första numret blev serier med Bruno Björn ett fast inslag i varje nummer, och under de två första åren tecknades de av Walt Kelly. Benny Burro förekom också i Our Gang från första numret, men från och med nummer 8 (november 1943), var serien tecknad av Carl Barks. Barks Benny-serier förekom också i nummer 9 och 10, och med start i nummer 11 (maj 1944) tog Barks även över Bruno-serien. Nu sammanfördes björnen och åsnan för första gången, och fortsättningsvis skulle de komma att bli ett oskiljaktigt par.
Barks fortsatte att producera ett avsnitt av serien, som nu fått namnet "Bruno Björn och Benny Burro", för varje nummer av Our Gang t.o.m. nummer 36, utkommen i juni 1947. Totalt kom hans produktion att omfatta tre serier med Benny Burro och 26 med både Bruno och Benny.
"Bruno Björn och Benny Burro" fortsatte dock att producerades av en rad olika författare och tecknare tills den slutligen lades ner på 1950-talet.

### Svensk publicering
Samtliga Barks avsnitt av serien publicerades i den svenska Tom och Jerry-tidningen under åren 1983-1985, och repriserades också under 1990-talet. Under andra hälften av 1980-talet publicerades också en stor mängd av övriga serieskapares Bruno-serier i tidningen.
1991 inledde Epix förlag en svensk albumutgivning som var avsedd att komma att samla hela Barks version av serien i sex album. Utgivningen lades dock ner efter det andra albumet.

## TV-framträdanden
Brunos enda TV-framträdande var i Filmation Associates animerade TV-serie The New Adventures of Tom and Jerry, där nya kortfilmer med honom visades. Benny Burro medverkade dock inte heller i denna filmatisering.